# José Mijares (artista)
José Mijares (n. La Habana, Cuba; 23 de junio de 1921), artista cubano.
A la edad de 47 años se exilió en Estados Unidos y vivió en Miami, Florida.
Trabajó fundamentalmente como pintor, grabador y dibujante. En 1938 estudió en la Escuela Nacional de Bellas Artes “San Alejandro” en La Habana, Cuba. Durante los años 1958-1961 fue miembro del grupo Diez Pintores Concretos de La Habana.
En el año 1959 hasta 1960 se desempeñó como profesor en la Escuela Nacional de Bellas Artes “San Alejandro” de La Habana, Cuba.
Más tarde, entre 1968 y 1973 fue miembro del Grupo Gala en Miami, Florida, EE. UU. y en 1970 comenzó la Director de Arte de la Revista Alacrán Azul de Miami, Florida, Estados Unidos.

## Exposiciones personales
En 1947 presentó la muestra Mijares en el Liceo de La Habana, Cuba adonde retornó más tarde en 1965 para presentar otra exposición bajo el mismo título. Comenzando los 80' expuso Mirajes de Mijares en Coral Gables, Florida, Estados Unidos y en 1989 Recordando el grito de Yara también en Miami, Florida. Cuatro años después, en la misma ciudad, El mundo de José Mijares tuvo lugar en la Marpad Art Gallery, de Coral Gables en el mismo estado norteamericano. Celebrando medio siglo de labor artística, en 1994 hizo Celebrando a Mijares. 50 Años de creación desde el 29 de abril 29 hasta el 24 de julio en el Museo Cubano de Arte y Cultura de Miami, Florida y también en 1996 Mijares en grande en la Alfredo Martínez Gallery de Coral Gables, Florida, Estados Unidos.

## Exposiciones colectivas
Participó en algunas exposiciones colectivas como el XXIV Salón de Bellas Artes en febrero de 1942 en el Círculo de Bellas Artes de La Habana. En 1952 formó parte de los invitados a la prestigiosa XXVI Biennale di Venezia del 14 de junio al 19 de octubre, celebrada en Venecia, Italia. En 1968 fue miembro de Cuatro generaciones de pintores cubanos 1895-1940 en el Koubeck Memorial Center en la Universidad de Miami, Division of Continuing Education, Cuban Culture Program en Coral Gables, Florida. En 1976 Retrospectiva de pintura cubana. Reencuentro cubano.

## Premios
Mijares ha ganado muchos premios durante su carrera artística. algunos de ellos son: el segundo premio en la III Exposición Nacional de Pintura y Escultura, Salón de los Pasos Perdidos. Capitolio Nacional, La Habana, Cuba; el Premio Nacional de Pintura de la IV Exposición Nacional de Pintura, Escultura y Grabado of the Centro Asturiano de La Habana, Cuba, en 1950; Mención Honorable en la Muestra Internacional de Pittsburgh Exhibition en el Carnegie Institute, de Pittsburgh, Pensilvania, Estados Unidos en 1954.
En 1956 otra mención honorable en el VIII Salón Nacional de Pintura y Escultura en el Museo Nacional de Bellas Artes, La Habana, Cuba. Y en 1970/1971 ganó también la Cintas Foundation Fellowship de New York, Estados Unidos.

## Colecciones
La Fundación Cintas de New York, Estados Unidos así como el Lowe Art Museum, la Universidad de Miami, Coral Gables, Florida; la Galería de Arte Marpad, Coral Gables, Florida, el Museo de Arte Moderno de Latinoamérica en Washington, Estados Unidos y el Museo de Arte Moderno de Nueva York, guardan en sus colecciones algunas piezas de José Mijares.
- Datos: Q5944075